# Tayloria immersa
Tayloria immersa là một loài rêu trong họ Splachnaceae. Loài này được (Goffinet) Goffinet, A.J. Shaw & C. J. Cox mô tả khoa học đầu tiên năm 2004.